# Занзибар и Пемба
Вижте пояснителната страница за други значения на Занзибар.
Народна република Занзибар и Пемба, съкратено Занзибар и Пемба или само Занзибар, е бивша държава със столица гр. Занзибар на територията на днешния автономен регион Занзибар в Обединена република Танзания.

## География
Държавата е разположена на островна група в западната част на Индийския океан, включваща северните острови (североизточно от Дар ес-Салаам) в Занзибарския архипелаг – големите Занзибар (дал името на страната) и Пемба с прилежащите им по-малки острови.

## История

### Революция
На 10 декември 1963 г. султанатът Занзибар, дотогава британски протекторат, получава независимост от Великобритания, ставайки конституционна монархия начело с управлявалия султан Сейд Джамшид ибн-Абдулла.
На 12 януари 1964 г. избухва въоръжено въстание, предвождано от Джон Окело (бивш полицай на о. Пемба от угандийски произход), познато като Занзибарска революция. Между 600 и 800 лошо въоръжени въстаници с няколко уволнение полицаи атакуват полицейски участъци на о. Унгуджи (Занзибар), 2 склада с оръжие и радиостанция. Въоръжили се със стотици автомати, картечни пистолети и картечници Bren, въстаниците завладяват стратегически сгради в столицата и летището. Султанът и министрите бягат на правителствена яхта.
Образувана е Народна република Занзибар и Пемба с държавен глава шейх Ахмад Абейд Каруме, лидер на Афро-ширазката партия. Съставен е управляващ Революционен съвет, начело с Каруме, от Афро-ширазката партия и партията Умма.
На 18 януари същата година остров Пемба дакларира своята независимост от Народна република Занзибар и Пемба, като държавата се разделя на Народна република Занзибар и Народна република Пемба (всяка от тях включваща съседните малки острови). Към края на месеца тези 2 републики възстановяват общата държава под предишното име.

### Безпорядки
Веднага след завземането на властта бойците на Окело започват репресии на о. Занзибар срещу азиатците и арабите, съпровождани с побои, изнасилвания, убийства и унищожаване на частна собственост. Оценките на броя на загиналите в репресиите силно варират – от стотици до 20 хиляди души (вкл. 5 – 12 хил. араби и няколко хиляди индийци). Хиляди други са задържани или изгонени от острова, а собствеността им е конфискувана. Много араби бягат в Оман (владял страната преди британците), но в същото време, по указание на Окело, на европейците не са нанесени никакви вреди. Вълненията след въстанието не засягат о. Пемба.
Каруме получава широка подкрепа като президент. Окело формира от свои поддръжници Войска на свободата, която патрулира улиците и разграбва собствеността на арабите. През март неговата Войска на свободата е разоръжена от поддръжници на Каруме и дружина на Умма. Самият е Окело е лишен от званието фелдмаршал, за какъвто се е провъзгласил, и е депортиран през Танганика и Кения в Уганда. Постепенно е наложен ред в страната, иззето е оръжието от гражданите.

### Обединение
През април 1964 г. Занзибар и освободилата се (1961) колония Танганика (известна също като Танганайка) се сливат в Обединена република Танганайка и Занзибар, преименувана след половин година на Обединена република Танзания. Новото название Танзания на общата държава се образува от първите срички от названията на съставилите я бивши държави.